# Dagna O. Constenla
Dagna O. Constenla es una médica chilena, internacionalmente reconocida experta en los campos de la salud, la economía y la política de la salud pública, las intervenciones en salud pública, y las vacunas pediátricas. En la actualidad ocupa el cargo de Directora de Economía y Finanzas en el Centro Internacional de Acceso a Vacunas (acrónimo en inglés IVAC por International Vaccine Access Center, una organización dedicada al acceso global acelerado de las vacunas que salvan vidas, en el Johns Hopkins Bloomberg Escuela de Salud Pública en Baltimore, Maryland.

## Antecedentes y educación
Dagna O. Constenla es originaria de Valparaíso, Chile. Terminó su licenciatura en medicina, y luego recibió su título de maestría en Salud Pública y Administración del Cuidado de la Salud por la California State University. Continuó sus estudios en la Universidad de Londres, específicamente la Escuela de Higiene y Medicina Tropical, Inglaterra, donde recibió su doctorado en Economía de la Salud y Política Sanitaria.

## Algunas publicaciones
- glaucia Vespa, dagna o. Constenla, camila Pepe, marco a. Safadi, eitan Berezin, josé c. Moraes, Carlos a. h. de Campos, denizar v. Araujo, ana l. s.s. de Andrade. 2009. Estimating the cost-effectiveness of pneumococcal conjugate vaccination in Brazil. Rev Panam. Salud Pública 26 (6): 518-528. 27 de mayo de 2013 línea 10.1590/S1020-49892009001200007

- m.t. Valenzuela, r. o'Loughlin, f.p. de la Hoz, e. Gómez, dagna o. Constenla, a. Sinha, j.e. Valencia, b. Flanner, c. de Quadros. 2009. The burden of pneumococcal disease among Latin America and the Caribbean children: a review of the evidence. Pan Am J Public Health 25 (3): 270-79

- a. Sinha, dagna o. Constenla, j.e. Valencia, r. o'Loughlin, e. Gómez, f. de la Hoz, et al. 2008. The cost-effectiveness of pneumococcal conjugate vaccination in Latin America and the Caribbean: a regional analysis. Rev Panam Salud Pública. Forthcoming

- dagna o. Constenla, alexandre c. Linhares, richard d. Rheingans, lynn r. Antil, eliseu a. Waldman, luiz j. da Silva. 2008. "Economic Impact of a Rotavirus Vaccine in Brazil". J. of Health, Population and Nutrition 26 (4):388-396

- e. ortega-Barría, r. Rheingans, l. Antil, x. Sáez-Llorens. 2008. Impacto económico de la vacuna antirrotavirica en Panamá [Economic impact of rotavirus vaccination in Panama]. An Pediat (Barc) 68: 128-35

- 2008. Economic impact of pneumococcal conjugate vaccination in Brazil, Chile, and Uruguay. Rev Panam Salud Pública [online] 24 ( 2) [citado 27 de mayo de 2013]: 101-112 . en línea ISSN 1020-4989 http://dx.doi.org/10.1590/S1020-49892008000800004

- 2007. Evaluating the costs of pneumococcal disease in selected Latin American countries. Rev Panam Salud Pública 22 (4): 268–78

- r.d. Rheingans, dagna o. Constenla, l. Antil, b.l. Innis, t. Breuer. 2007. Potential cost-effectiveness of vaccination for rotavirus gastroenteritis in eight Latin American and Caribbean countries. Rev Panam Salud Pública 21: 205-16

- 2007. Economic and health burden of rotavirus gastro-rotavirus enteritis for the 2003 birth cohort in eight Latin American and Caribbean countries. Rev Panam Salud Pública 21: 192-204

- dagna o. Constenla, m. Rivera, r.d. Rheingans, l. Antil, m.l. Vásquez. 2006. Evaluación económica de una eventual incorporación de la vacuna anti-rotavirus en el calendario de vacunación infantil en Honduras. Rev Med Hond 74: 19-29

- m. o’Ryan, m.s. Navarrete, l. Antil, r.d. Rheingans. 2006. Potential cost effectiveness of a RV vaccine in Chile. Rev Méd Chile 134: 679-688

- i. pérez-Schael, r.d. Rheingans, l. Antil, h. Salas, j.p. Yarzábal. 2006. Evaluación del impacto económico de la vacuna antirrotavírica en Venezuela. [Assessment of the economic impact of the antiretroviral vaccine in Venezuela]. Rev Panam Salud Pública 20: 213-22